# Šared
Šared – wieś w Słowenii, w gminie Izola. W 2018 roku liczyła 605 mieszkańców.